# Men behind the Meters
Benjamin Britten componeerde Men behind the Meters in september 1935.
De film Men behind the Meters was een promotiefilm van de British Commercial Gas Association en volgt de opleiding van gasfitters en het testen van het gasnet in Groot-Brittannië. De film en muziek zijn niet gemaakt in het kader van Brittens werk voor GPO Film Unit; hij deed dit ernaast.
De muziek bestaat uit drie thema's:
1. Titelmuziek;
2. andantina: "I dreamt that I dwelt in Marble Halls";
3. Allegro moderato: 1935 sequence.

De muziek is alleen voor kamerensemble en duurt ongeveer 3 minuten.

## Discografie
- Uitgave NMC Recordings